# Gravi de pugna
Bei Gravi de pugna handelt es sich um einen gefälschten Brief, der Augustinus von Hippo zugeschrieben wurde. In seiner lange unbestrittenen Authentizität schenkte er der christlichen Kriegsführung eine breit rezipierte moralische Rechtfertigung. Er überzeugte kriegführende Parteien davon, dass Gott auf ihrer Seite war, sofern sie siegten.

## Inhalt

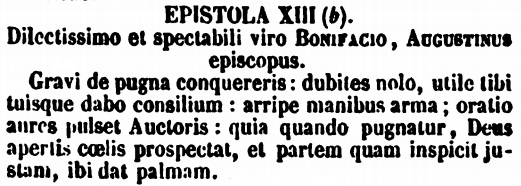
Gravi de pugna, Patrologia Latina 33

„Du wirst dich über den schweren Kampf beklagen: Zweifle nicht, ich werde dir und Deinesgleichen einen nützlichen Rat geben: Ergreife die Waffe mit den Händen; Das Gebet möge das Ohr des Schöpfers durchfahren: Denn wenn gekämpft wird, sieht Gott aus dem freien Himmel herab, entscheidet, welche Seite die gerechte ist und gibt dieser den Sieg.“

Der Gravi de pugna besagt, dass Gott den moralisch Überlegenen im Kampf den Sieg garantiere. Auch rückwirkend werde also die Kampfhandlung durch einen Sieg gerechtfertigt. Während Udo Heym behauptet, es handle sich hierbei um germanisches Gedankengut, sei es laut Phillip Wynn bereits längst in paganen Kulturen der Antike vertreten gewesen, lange bevor der Gravi de pugna geschrieben wurde. Den Überzeugungen des Augustinus selbst hinsichtlich eines gerechten Krieges widerspricht der Brief jedoch. Kelly DeVries kritisiert die Argumentation des Gravi de pugna als zu oberflächlich und zeigt, dass sich argumentative Probleme ergeben, sobald ein Krieg auf christlicher Seite verloren wird.

## Geschichte
Der Gravi de pugna wurde im fünften Jahrhundert verfasst. Im Mittelalter wurde der Brief weit rezipiert und für glaubwürdig gehalten, wobei er am meisten im zeitgenössischen Diskurs über Religionskriege zitiert wurde. Während vieler Kriege wurde sich auf diesen Text bezogen, unter anderem von Hinkmar von Reims, Hrabanus Maurus, Sedulius Scottus, Ivo von Chartres und Bernhard von Clairvaux. Ebenfalls wurde er bei der Belagerung von Lissabon 1147 n. Chr. rezitiert.
Das Werk verlor seine Relevanz in der Renaissance des 12. Jahrhunderts, im Zuge von Neuerungen in der Rechtswissenschaft und der Moralvorstellungen. Die Echtheit der Gravi de pugna wurde erst mit Erasmus von Rotterdam eindeutig falsifiziert, nahm jedoch Einfluss auf die Augustinus-Forschung bis in die Neuzeit.